# Afera Lewinsky
Afera Lewinsky je bil eden najbolj razvpitih spolnih škandalov v ameriški politiki. Afera je izbruhnila v začetku leta 1998 po razkritju nekdanje pripravnice v Beli hiši Monice Lewinsky, da je imela intimne stike s tedanjim predsednikom ZDA Billom Clintonom.
Priznanje je prišlo na dan med sodnim postopkom proti Clintonu zaradi tožbe Paule Jones, ki ga je obtožila spolnega nadlegovanja v času, ko je služil kot guverner zvezne države Arkansasa. Med pričami je bila tudi Monica Lewinsky, ki je sprva na vprašanje, ali je imela spolne odnose s predsednikom, pod prisego odgovorila nikalno. Vendar je razmerje ter laganje pod prisego priznala prijateljici in sodelavki Lindi Tripp, ki je njun pogovor skrivoma snemala in se kasneje iz še nepojasnjenih vzgibov odločila podrobnosti razkriti. Posnetek je predala tožilcu s funkcijo neodvisnega svetovalca Kennethu Starju, ki je bil vpleten tudi v ločeno preiskavo primera Whitewater proti Clintonu.
Zgodba se je v množičnih občilih prvič pojavila v drugi polovici januarja tistega leta; zaradi pritiska javnosti je Clinton na tiskovni konferenci 26. januarja podal znamenito izjavo: »Želim, da me poslušate. Nisem imel spolnih odnosov s to žensko, gospodično Lewinsky.« Lewinskyjeva pa je julija tega leta spremenila svoje pričanje in predala sodišču edini materialni dokaz - modro obleko z madežem Clintonove sperme, ki naj bi jo neoprano shranila po nasvetu Trippove. Priznala je oralni spolni odnos, odločno pa je zavrnila koitus. Nazadnje je popustil tudi Clinton in Starrju avgusta 1998 pod prisego priznal razmerje z Monico ter predhodno laganje. Kasneje je to priznanje ponovil tudi v javnem nagovoru.
Sodišče je Clintona obsodilo na 90.000 $ kazni za laganje pod prisego in mu za pet let odvzelo pravniško licenco, mnogo odmevnejše pa so bile politične posledice priznanja. Zgodba je doživela izjemen in po mnenju mnogih pretiran odmev v medijih, Clinton pa je postal predmet javnega posmeha. Starrjevo poročilo o preiskavi je postalo temelj za predlog o odstavitvi predsednika, kar se je zgodilo šele drugič v zgodovini ZDA. Republikanska večina v kongresu je v predstavniških domovih dvakrat sprožila glasovanje o odstavitvi, decembra 1998 in februarja 1999, a obakrat neuspešno. Tekom boja med strankama je prišlo na dan tudi več primerov skokov čez plot Clintonovih nasprotnikov, kar je ob veliki pozornosti javnosti škodovalo ugledu vodstva države nasploh in sprožilo široko debato o morali v ameriški družbi. 
Škandal se je vlekel skoraj celo leto. Clinton je naposled končal predsedniški mandat brez nadaljnjih posledic, je pa njegovo vodenje države ostalo zaznamovano s škandalom.